# Vincenzo Danti

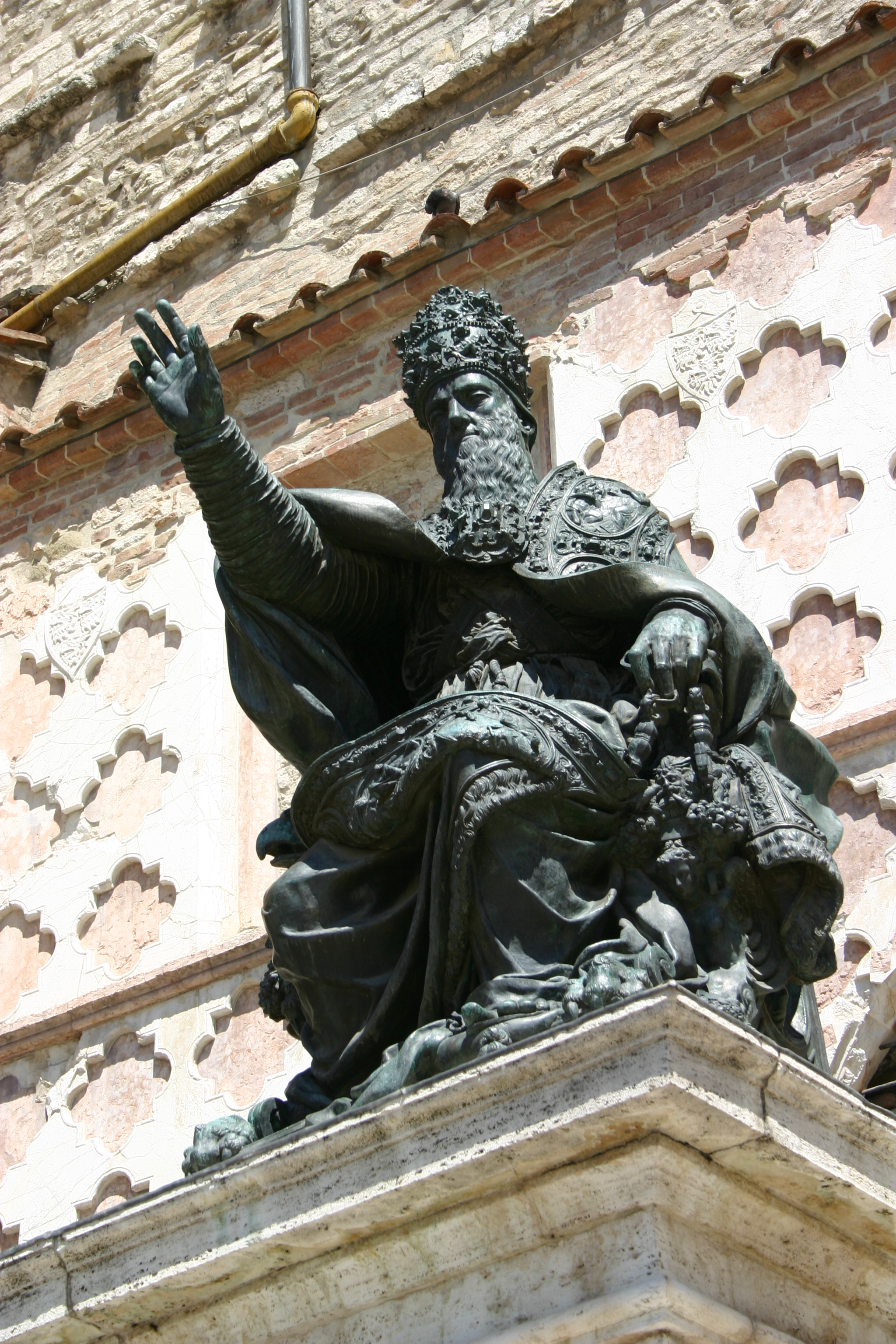
Papa Julio III por Danti, en Perugia.

Vincenzo Danti (1530 - 1576) fue un escultor renacentista italiano nacido en Perugia y activo en la corte de los Médici durante el cinquecento. 

## Biografía
Su padre era arquitecto y orfebre, por lo que Vicenzo empezó a interesarse en el taller de su padre en Perugia, por el dibujo y la orfebrería. En 1545 fue a Roma y empezó a estudiar escultura, en 1553 logró obtener un encargo para la realización de una estatua de bronce del papa Julio III, que fue colocada en el exterior de la Catedral de Perugia. Las grandes esculturas en bronce durante ese tiempo eran escasas por lo que se cree que el bronce de Danti se basó en uno de Julio II, realizado por Miguel Ángel(ahora perdido).

### Florencia
En 1557 se trasladó a Florencia y en 1559 hizo un relieve de bronce que representaba a Moisés y la serpiente de bronce. Esto fue influenciado por los relieves de bronce de Donatello, que seguramente vio en su estancia en esa ciudad. 
Aunque la competencia en 1560 por la Fuente de Neptuno (Florencia) fue principalmente entre los dos escultores más establecidos, Bartolomeo Ammannati y Cellini, Danti también trató de demostrar su valor. En 1561 talló El Honor triunfa sobre la mentira, una estatua «en ronda» (para ver desde todos los ángulos). El mármol para esta estatua fue comprado por su mecenas Sforza Danti Almeni para probar su habilidad. La estatua fue tallada en un solo bloque de mármol, que mostró gran destreza por su parte.

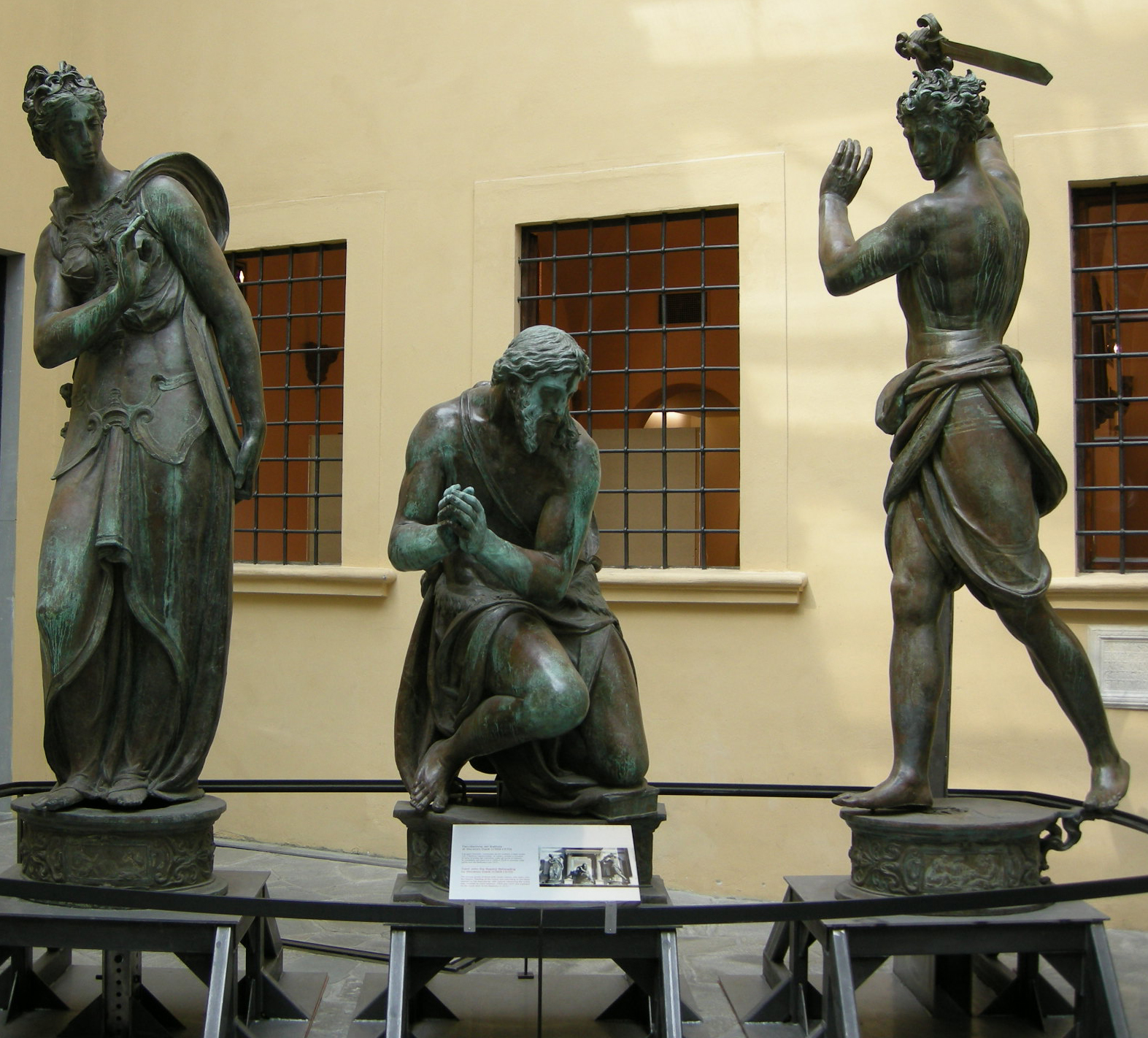
La decapitación de San Juan Bautista.

En 1567 empezó a escribir un libro sobre las reglas del orden y la proporción en la arquitectura, lo hizo con la intención de escribir quince tomos, pero al final sólo hizo uno. En 1569-1571 creó la que probablemente sea su obra más famosa, La decapitación de San Juan Bautista. Se colocó encima de la puerta de bronce de la entrada sur del Baptisterio de San Juan (Florencia). Esta obra de bronce muestra al Bautista, en el centro, de rodillas esperando la espada del verdugo con Salomé a la izquierda. En 1568-1572 mantuvo la nueva tradición de Miguel Ángel de representar a los hombres contemporáneos con antiguas armaduras(Capilla de los Medici), cuando talló a Cosimo de Médici como Augusto. Esta fue encargada por los Uffizi en Florencia, donde permaneció hasta su sustitución por otra estatua de Cosimo (miembro de la poderosa familia Médici) por Giambologna. En 1575 regresó a Perugia donde murió en 1576.

## Obras
- Estatua del papa Julio III en la catedral de Perugia ( 1553-1556)
- La decapitación de San Juan Bautista para el Baptisterio de San Juan (Florencia) (1571)
- El Honor triunfa sobre la mentira en el museo del Bargello (1560)
- Moisés y la serpiente de bronce en el Museo Nazionale de Florencia (1559)
- Duque Cosimo I Museo Nazionale de Florencia